# Badalucco
Badalucco – miejscowość i gmina we Włoszech, w regionie Liguria, w prowincji Imperia.
Według danych na rok 2004 gminę zamieszkiwało 1265 osób, gęstość zaludnienia wynosi  84,3 os./km².
Urodził się tu dyplomata papieski abp Giuseppe Laigueglia.